# Sindanghaji
Sindanghaji is een bestuurslaag in het regentschap Majalengka van de provincie West-Java, Indonesië. Sindanghaji telt 4042 inwoners (volkstelling 2010).